# مقاطعة بريست
بوبريسك أوبلاست هو إقليم يقع في الجنوب الشرقي لبيلاروسيا، عاصمته الإداريّة مدينة بريست.

## جغرافية
تقع في الجهة الجنوبية الغربية لبيلاروسيا، يحدها غربا كل من محافظة بودلسكي، محافظة لوبيلسكي وبولندا. أما جنوبا فيحدها كل من فولين أوبلاست وريفين أوبلاست في أوكرانيا. وبالنسبة للشمال فيحدها كل من جردونه أوبلاست ومينسيك أوبلاست. وأخيرا غومل أوبلاست من الشرق. إن الأوبلاست يغطي مساحة 32.300 كم². وحوالي 15,7% من إجمالي المساحة.
يطلق على بريست البوابة الغربية لبيلاروسيا. جغرافيا، هي للمنطقة المعروفة ببيوليسيا. إحدى مناطق الفوبلاست وهي جزء من الجمهورية البولندية الثانية بين 1921 و1939، حينما كانت تابعة لييبلاروسيا السوفيتية.

## ديموغرافية
يبلغ عدد سكان البريست أوبلاست 1,462,900 (إحصائيات 2004)، أي حوالي 14,7% من إجمالي عدد السكان. إن 47,2% من سكان الأوبلاست رجال والبقية 52,8% نساء.
أغلبية السكان الأوبلاست أي 1,262,600 أصحاب جنسية بيلاروسيا (85%) و128,700 (8,6%) روس و 57,100 (3,8%) جنسيتهم أكرانية و 27,100(1,8%) لهم الجنسية البولندية.
البريست هي المقاطعة ذات أعلى معدل مواليد، حيث سنة 2008 بلغ معدل المواليد 12.0 بالـ1000 والوفيات 13.4 بالـ1000.

## تقسيمات إدارية
نشأ الإقليم سنة 1939 بعد توحيد غرب بيلاروسيا وبيلاروسيا السوفيتية. اليوم يتكون من 16 منطقة ،225 سيلسوات، 20 مدينة، 5 مناطق بلدية، 9 مستوطنات و 2178 قرية.

### المناطق
المناطق الستة عشر:
- منطقة بريست
- منطقة كامنتس
- منطقة مالاريتا
- منطقة زهابينكا
- منطقة بروزهاني
- منطقة كوبرين
- منطقة دراهيشين
- منطقة بياروزا
- منطقة لفاستسيفشي
- منطقة إيفانانا
- منطقة يارانافيشي
- منطقة لايخافيشي
- منطقة هانتسيافيشي
- منطقة لولينتس
- منطقة بينسك
- منطقة ستولين